# Adrie van der Poel
Adrianus Aloysius Jacobus van der Poel, detto Adrie (Bergen op Zoom, 17 giugno 1959), è un ex ciclista su strada e ciclocrossista olandese. Professionista dal 1981 al 2000, vinse il Giro delle Fiandre 1986, la Liegi-Bastogne-Liegi 1988, due tappe al Tour de France, la Clásica San Sebastián 1985 e il titolo mondiale di ciclocross nel 1996.

## Carriera
Corridore da corse in linea, inizia la carriera da professionista nel 1981, anno nel quale ottiene il secondo posto sia alla Parigi-Nizza, dietro a Stephen Roche, che alla Freccia Vallone. Vanta in palmarès la vittoria in sei classiche oltre a due tappe al Tour de France. Ha inoltre ottenuto un secondo posto al campionato del mondo su strada del 1983 dietro a Greg LeMond.
Al Tour de France ha vinto due tappe: in una di queste, la Tarbes-Pau, nel 1988, stabilì, con 48,927 km/h, il record per la frazione più veloce nella storia della corsa a tappe francese; tale record venne superato da Johan Bruyneel nell'edizione 1993.
Durante gli inverni Van der Poel ha spesso gareggiato nel ciclocross, attività che ha svolto a tempo pieno nella seconda parte della carriera. Tra i migliori risultati figura un titolo mondiale Elite nel 1996 e la Coppa del mondo l'anno seguente. Ai campionati del mondo ha conquistato anche cinque medaglie d'argento (1985, 1988, 1989, 1990 e 1991) e una di bronzo (1992). Ha concluso la carriera nel 2000.
Padre di Mathieu e David, entrambi ciclisti, è fratello di Jacques van der Poel e genero di Raymond Poulidor.

## Palmarès

### Strada
- 1981

1ª tappa Critérium du Dauphiné Libéré
3ª tappa Parigi-Nizza (Bourbon-Lancy > Saint-Étienne)
- 1982

4ª tappa Parigi-Nizza (Montélimar > Miramas)
Meisterschaft von Zürich
- 1983

Nationale Sluitingsprijs
Grand Prix Europa
Prologo Tour de Luxembourg
Grand Prix Jef Scherens
- 1984

4ª tappa Tirreno-Adriatico (Recanati > Ancona)
- 1985

Grand Prix de Cannes
Freccia del Brabante
Binche-Tournai-Binche
1ª tappa Tour de Luxembourg
4ª tappa Tour de Luxembourg
Grote Scheldeprijs
Classica di San Sebastián
Grand Prix d'Isbergues
Parigi-Bruxelles
5ª tappa Tour of Ireland
- 1986

Giro delle Fiandre
Nationale Sluitingsprijs
7ª tappa Coors Classic
- 1987

Nationale Sluitingsprijs
1ª tappa Postgirot Open
2ª tappa Postgirot Open
Campionati olandesi
9ª tappa Tour de France
Gran Premio del Canton Argovia
Druivenkoers-Overijse
Grand Prix de Fourmies
Giro del Piemonte
Parigi-Tours
- 1988

2ª tappa Étoile de Bessèges
Classifica generale Étoile de Bessèges
Grand Prix de l'Union Cycliste Bessegeoise
Liège-Bastogne-Liège
5ª tappa Vuelta a Andalucía
16ª tappa Tour de France
7ª tappa, 2ª semitappa Herald Sun Tour
Classifica generale Herald Sun Tour
Trophée Jacques Anquetil
- 1989

5ª tappa Tour Méditerranéen
6ª tappa Paris-Nice
- 1990

Amstel Gold Race
Gran Premio del Canton Argovia
Omloop van de Vlaamse Scheldeboorden
- 1991

Circuito de Getxo
5ª tappa Tour of Britain
4ª tappa Giro dei Paesi Bassi
New Jersey National Bank Classic

#### Altri successi
- 1979 (Dilettanti)

Ronde van Midden-Zeeland
- 1980 (Dilettanti)

Ster van Bladel
Omloop van de Krimpenerwaard
5ª tappa Omloop van de Mijnstreek
Omloop van het Zuiden
Trofee Jan van Erp
- 1981

Criterium di Humbeek
Criterium di Echt
Criterium di Ulvenhout
Criterium di Wachterbeke
- 1982

Criterium di Merelbeke
Criterium di Booischot
Criterium di Willebroek
Criterium di Kampen
Criterium di Venlo
- 1983

Grand Prix Belsele-Puivende
Criterium di Made
Criterium di Sas van Gent
Criterium di Rijsbergen
Criterium di Eindhoven
Putte-Mechelen
- 1984

Classifica a punti Tirreno-Adriatico
Draai van de Kaai
Kermesse di Melsele
- 1985

Classifica a punti Giro del Lussemburgo
Classifica scalatori Tre Giorni di La Panne
Criterium di Wouw
Criterium di Zuiddorpe
Criterium di Veenhuizen
Criterium di Bergen op Zoom
Nieuwkerken-Waas
- 1986

Acht van Chaam
Criterium di Made
Criterium di Bavel
Criterium di Saint-Marc
Zuiderzee-Derny Tour
- 1987

Criterium di Galder
Criterium di Fort-de-France
Criterium di Valkenswaard
Criterium di Noordwijk aan Zee
Criterium di Boxmeer
- 1988

Classifica sprint Herald Sun Tour
Criterium di Kloosterzande
Grand Prix de la Liberté
Helden-Panningen
Mijl van Mares
Criterium di Saint-Pierre
- 1989

Criterium di Woerden
Criterium di Westrozebeke
- 1990

Criterium di Boxmeer
- 1991

Grand Prix d'Ottignies
Classifica a punti Giro del Lussemburgo
- 1992

Criterium di Hengelo
Gran Premio San Ignacio
- 1993

Criterium di Made
Profronde van Surhuisterveen
- 1994

Omloop van het Meetjesland
Criterium di Zomergem
Profronde van Heerlen
Grand Prix Kellogg's
Criterium di Adinkerke
- 1995

Beveren-Waas
Omloop van het Meetjesland
Omloop van Noordwijk-aan-zee
Ridder Ronde Maastricht
- 1997

Acht van Chaam
Kermesse di Ermelo
Kermesse di Lekkerkerk

### Ciclocross
- 1983-1984

Zurigo-Waid
- 1988-1989

Campionati olandesi
Cyclo-cross National de Sablé-sur-Sarthe (Sablé-sur-Sarthe)
- 1989-1990

Campionati olandesi
- 1990-1991

Campionati olandesi
Cyclocross Gavere (Asper-Gavere)
- 1991-1992

Campionati olandesi
- 1992-1993

Eurocyclocross Valkenswaard (Valkenswaard)
Azencross (Loenhout)
Cyclo-Cross International de Lanarvily (Lanarvily)
- 1993-1994

Soestduinen
- 1994-1995

Vlaamse Druivenveldrit (Overijse)
Internationale Vlaamse-Veldrit-Diegem (Diegem)
Internationale Centrumcross van Surhuisterveen (Surhuisterveen)
Campionati olandesi
- 1995-1996

Cyclo-Cross de Pont-Château (Pontchâteau)
Grand Prix Groenendaal (Sint-Michielsgestel)
Internationale Centrumcross van Surhuisterveen (Surhuisterveen)
Campionati del mondo
Vlaamse Witloof Veldrit (Vossem)
- 1996-1997

Montévrain
Hägendorf
Duinencross
Cyclocross Prague (Praga)
Nacht van Woerden (Woerden)
Vlaamse Industrieprijs Bosduin (Kalmthout)
Internationale Veldrit van Gieten (Gieten)
Gran Premio Mamma e Papà Guerciotti (Milano)
Grote Prijs Rouwmoer (Essen)
Duinencross (Koksijde)
Azencross (Loenhout)
Classifica generale Superprestige
Classifica generale Coppa del mondo
Grand Prix Groenendaal (Sint-Michielsgestel)
Krawatencross (Lille)
Cyclo-Cross International de Harnes (Harnes)
Cyclo-Cross International de Fronsac (Fronsac)
- 1997-1998

Openingsveldrit van Harderwijk (Harderwijk)
Jaarmarktcross Niel (Niel)
Cyclocross Sint-Jozef Rijkevorsel (Rijkevorsel)
Internationale Vlaamse-Veldrit-Diegem (Diegem)
Grote Prijs Montferland (Zeddam)
Azencross (Loenhout)
Internationale Centrumcross van Surhuisterveen (Surhuisterveen)
Radquer Wetzikon (Wetzikon)
Cyclo-Cross International de Fronsac (Fronsac)
- 1998-1999

Montévrain
Campionati olandesi
Zwevegem
Cyclo-Cross International de Nommay (Nommay)
Veldrit Pijnacker (Pijnacker-Nootdorp)
Cyclo-Cross International de Harnes (Harnes)
Grote Prijs Adrie van der Poel (Hoogerheide)
- 1999-2000

Openingsveldrit van Harderwijk (Harderwijk)
Cyclo-Cross International de Dercy (Dercy)
Cyclo-Cross International de la Solidarité de Lutterbach (Lutterbach)

### Mountain bike
- 1995

Cross-country di Hofstade

## Piazzamenti

### Grandi Giri
- Giro d'Italia

1993: 100º
- Tour de France

1982: 102º
1983: 37º
1984: ritirato
1985: 51º
1986: 110º
1987: 105º
1988: 84º
1989: ritirato
1990: 111º
1992: ritirato
- Vuelta a España

1991: 71º

### Classiche monumento
- Milano-Sanremo

1982: 61º
1983: 31º
1984: 50º
1985: 18º
1986: 7º
1987: 46º
1988: 7º
1989: 108º
1991: 75º
1992: 42º
1993: 91º
- Giro delle Fiandre

1982: 33º
1983: 34º
1985: 15º
1986: vincitore
1987: 58º
1988: 3º
1989: 44º
1990: 64º
1991: 68º
1992: 26º
1993: 46º
1994: 26º
1995: 58º
1996: 60º
- Parigi-Roubaix

1982: 32º
1983: 6º
1985: 9º
1986: 3º
1987: 37º
1988: 29º
1989: 48º
1990: 8º
1991: 54º
1992: 14º
1993: 5º
1994: 16º
1995: 48º
- Liegi-Bastogne-Liegi

1982: 25º
1983: 7º
1985: 40º
1986: 2º
1987: 46º
1988: vincitore
1990: 53º
1991: 48º
1993: 80º
- Giro di Lombardia

1982: 44º
1983: 3º
1984: 6º
1985: 2º
1986: ritirato
1987: ritirato
1990: 32º
1991: 11º

### Competizioni mondiali
- Campionati del mondo

Altenrhein 1983 - In linea: 2º
Giavera del Montello 1985 - In linea: 59º
Colorado Springs 1986 - In linea: 67º
Villach 1987 - In linea: 18º
Ronse 1988 - In linea: 49º
Oslo 1993 - In linea: 14º

## Riconoscimenti
- Trofeo Gerrit Schulte nel 1986